# Hasanfakı, Söğütlü
Hasanfakı là một xã thuộc quận Söğütlü, tỉnh Sakarya, Thổ Nhĩ Kỳ. Dân số thời điểm năm 2008 là 160 người.